# Signalverkstaden i Sundbyberg
Signalverkstaden i Sundbyberg (SIS) har en lång historia. Den har sitt ursprung i Fälttelegrafkåren, varifrån den överfördes till Försvarets verkstadsnämnd som senare uppgick i Arméförvaltningen. 1958—1966 ingick SIS i Stockholms tygstation (ST) och följde därefter tygstationens vidare öden.

## Materiel som tillverkats vid SIS
- Radiostation 1/2 watts bärbar radiostation fm/41 (1/2 W Br fm/41) [1]
- 1/2 watts bärbar radiostation m/42 (1/2 W Br m/42)[1]